# Хоккейный союз Германии

Эмблема Федерации хоккея Германии

Федерация хоккея Германии (нем. Deutscher Eishockey-Bund) является главной хоккейной организацией в стране, штаб квартира находится в Мюнхене. Федерация насчитывает около 70 тыс. членов. Представляет интересы немецкого хоккея в Международной федерации хоккея с шайбой. Был основан 16 мая 1963 года.

## Функции
Федерация хоккея Германии (ХСГ) организует и проводит чемпионаты, первенства, розыгрыши кубков и другие официальные спортивные соревнования, а также международные хоккейные турниры на территории ФРГ. В обязанности федерации входит совершенствование системы подготовки спортсменов высшей квалификации, обеспечение мероприятий по подготовке и участию в международных соревнованиях сборных и клубных команд Германии. Федерация проводит работу по становлению, развитию и координации профессионального, любительского и детско-юношеского хоккея, оказанию помощи ветеранам.

## Цели и задачи
Федерация хоккея Германии является общенемецким общественным объединением, созданным для развития и популяризации хоккея в Федеративной Республике Германия, повышения его роли во всестороннем развитии личности, укрепления здоровья, формирования здорового образа жизни населения.
ификации, а также любительского и детско-юношеского хоккея;
- обеспечивает мероприятия по подготовке и участию в международных соревнованиях сборных и клубных команд Германии;
- развивает сотрудничество с национальными федерациями и лигами хоккея зарубежных стран;

Федерация хоккея Германии осуществляет свою деятельность на территории 16 земель.

## Президенты
- 1963—1964 Людвиг Заметцер
- 1964—1992 Отто Ваннер
- 1992—1995 Ульф Якель
- 1995—2002 Райнер Госсманн
- 2002—2008 Ганс-Ульрих Эскин
- 2008—2014 Уве Харнос
- 2014 — Франц Райндль